# 达梦数据库
武汉达梦数据库有限公司成立于2000年，是一家专业从事数据库管理系统研发、销售和服务的国产数据库公司。其前身是华中科技大学数据库与多媒体研究所，是国内最早从事数据库管理系统研发的科研机构。中国电子信息产业集团CEC旗下企业，其数据库产品拥有完全自主的知识产权。